# Mornay-Berry
Mornay-Berry ist eine französische Gemeinde mit 168 Einwohnern (Stand: 1. Januar 2022) im Département Cher in der Region Centre-Val de Loire; sie gehört zum Arrondissement Saint-Amand-Montrond und zum Kanton La Guerche-sur-l’Aubois.  

## Geographie
Mornay-Berry liegt etwa 38 Kilometer ostsüdöstlich von Bourges. Umgeben wird Mornay-Berry von den Nachbargemeinden Garigny im Norden und Nordosten, Saint-Hilaire-de-Gondilly im Osten, Chassy im Süden und Westen sowie Villequiers im Nordwesten.

## Bevölkerungsentwicklung
| Jahr                       | 1962 | 1968 | 1975 | 1982 | 1990 | 1999 | 2006 | 2019 |
| -------------------------- | ---- | ---- | ---- | ---- | ---- | ---- | ---- | ---- |
| Einwohner                  | 286  | 252  | 195  | 178  | 153  | 163  | 195  | 175  |
| Quellen: Cassini und INSEE |      |      |      |      |      |      |      |      |

## Sehenswürdigkeiten
- Kirche Saint-Sulpice aus dem 12./13. Jahrhundert
- Burg La Grand’Cour aus dem 13. Jahrhundert

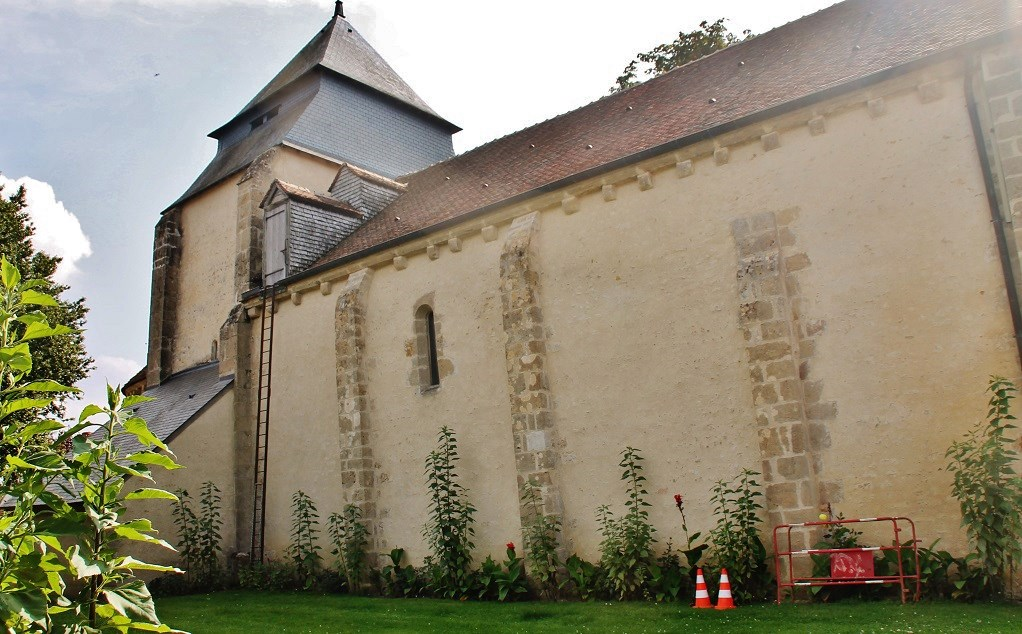
Kirche Saint-Sulpice
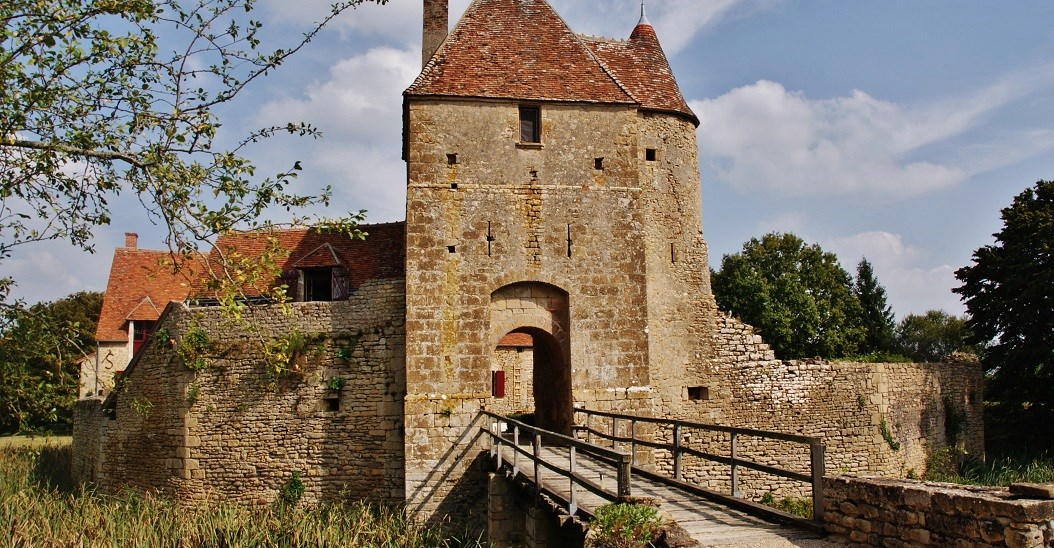
Burg La Grand’Cour